# Vedø Hovedgård
Vedø Hovedgård er en gammel hovedgård på Djursland, der ligger ved den vestligste ende af den drænede sø, Kolindsund, 4 kilometer nordøst for Kolind. Der hører 152 haktar jord til. Landbruget  har siden 1994 været drevet i et driftsfælleskab med sundgården, Koustruplund, 8 kilometer øst for.
Vedø har navn efter landsbyen "Vede", som har ligget umiddelbart nord for gården; landsbyen blev nedlagt efter kongelig bevilling 1786. 

## Arkitektur
Hovedbygningen fra 1918 er tegnet af arkitekten Anton Rosen (1859-1928). Hans stil var en slags ”fri historisme”, hvor han anvendte historiske forbilleder frit sammensat, afpasset efter bygningernes brug.
Vedøs hovedbygning er oven over stueetagen opført i traditionel dansk bindingsværk og passer dermed også sammen med hovedbygningens to andre fløje, der er i egebindingsværk og formodentlig omkring 300 år gamle.
Anton Rosen var som mange af sine samtidige arkitekt-kolleger optaget af udsmykningen og hægede om detaljen – på dansk en stil der kaldes ”skønvirke” – i udlandet taler man om Jugend eller ”art nouveau”.
På Vedø er der særprægede detaljer både ude og inde – udendørs bemærker man især det 6 meter høje vindue i gavlen mod vest til havesiden. Vinduet, der er inddelt i 44 lige store felter, går over to etager og er med til at oplyse hallen, der også præges af flere bemærkelsesværdige udsmykninger.
Anton Rosen er samtidig med arkitekt Hack Kampmann (1856-1920), og en sammenligning med Hack Kampmanns Jagtslot på Kalø melder sig uundgåeligt. Både hvad angår den arkitektoniske stil og hvad angår udsmykning og detaljer.

## Vedø fra 1500- til 1700-tallet
Vedø kan i dag betegnes som en proprietærgård, men den har fra gammel tid været et større gods med både rigsråder og andre fornemme adelige som ejere. Den første kendte ejer er Anders Christensen Sandberg til Quelstrup på Mols, der ejede Vedø i 1500-tallet – han døde i 1567. I Koed kirkes kor ses endnu i dag en gravsten med portræt af Anders Christensen Sandsted og hans hustru Gertrud Krabbe og en datter. Der har tidligere stået tre kister med de omtalte i koret, men de er senere blevet nedsat på kirkegården. Koed kirke har hørt til Vedø helt op til moderne tid.
De fornemste ejere har nok været rigsråderne Frederik Reedtz og derefter hans søn rigsråd Jørgen Reedtz, der ejede Vedø i 1600-tallet. Jørgen Reedtz havde en betydningsfuld administrativ rolle under svenskekrigene 1657-60. Han var med til at indføre enevælden i 1660 og var derefter amtmand på Sjælland. Familien Reedtz ejede foruden Vedø også Fævejle i Lyngby sogn ved Grenaa.
En senere ejer af Vedø var oberstløjtnant Palle Kragh Hoff til Ryomgård. Han og hustruen Anne Margrethe Galten lod 1776 tårn og våbenhus ved Koed kirke ombygge og opsatte på våbenhusets gavl et karakteristisk solur.

## Fra 1800-tallet til i dag
Vedø ligger ud til Kolindsund og blev derfor opkøbt af Aktieselskabet Kolindsund, efter at udtørringen af sund-søen var begyndt i 1872. Vedø fik efter udtørringen tillagt 120 tdr. land sundjord, der dog blev solgt fra i begyndelsen af 1930´erne. Aktieselskabet afhændede Vedø igen i 1884.
Køberen i 1884 var Henning Møller, der i 1907 solgte et større areal fra til et konsortium, der derefter udstykkede 22 husmandsbrug på arealet. Resultatet blev landsbyen Sundby, der hurtigt udviklede sig til et tæt og virksomt lokalsamfund med eget vandværk, forsamlingshus m.m. Forsamlingshuset blev dog nedlagt i 1966, vandværket i 1975. Folketingsmedlem Frants Mortensen kom herfra og havde foræret jorden til forsamlingshuset.
Af de 22 husmandsbrug er der i dag kun et enkelt selvstændigt landbrug tilbage, mens de øvrige er fritidslandbrug eller har bortforpagtet eller frasolgt jorden.
Den vandrige, og hvad havørredbestand i Kolindsundå-systemet betydende, Nimtofte Å, går forbi Vedø, og der hørte tidligere en stor og travl vandmølle til. Det er måske det, der fik mølleejer J. P. Petersen til at købe gården omkring 1916. Han ejede Munke Mølle ved Odense og blev derfor i daglig tale kaldt ”Munkemølleren”. Det var ham, der i 1918 hyrede arkitekten Anton Rosen til at bygge en ny sydfløj til gården. Man må sige, at det dermed lykkedes ham at sætte et afgørende aftryk på gården, som han i øvrigt solgte videre i begyndelsen af 1920´erne. Den store vandmølle ophørte driften i 1956.
Efter ”Munkemølleren” havde Vedø en omtumlet tilværelse med skiftende ejere, indtil gården i 1957 blev købt af Anna og Julius Grand Pedersen. Vedø er i privat eje, og man må nøjes med at se på stedet fra hovedlandevejen mellem Kolind og Grenaa.

## Ejere af Vedø Hovedgård
- (-1567) Anders Christensen Sandberg
- (1567-1587) Gjertrud Krabbe (enke) og Tyge Sandberg (søn)
- (1587-1602) Gjertrud Krabbe og Ellen Rostrup (Tyge Sandbergs enke)
- (1602-ca. 1618) Ellen Rostrup
- (ca. 1618-?) Kirsten Tygedatter Sandberg (datter) og Gert Bryske (ægtemand)
- (?- ca. 1632) Ulrik Sandberg
- (ca. 1632-?) Abel Bryske (datter af Gert Bryske)
- (?-1659) Frederik Reedtz
- (1659-1682) Jørgen Reedtz (søn)
- (1682-1685) Jørgen Reedtz arvinger
- (1685) Edvard Holst
- (1685-1692) Erik Henriksen og Anders Christensen
- (1692-?) Erik Henriksen (eneejer)
- (?-1714) Anne Svendsdatter (enke)
- (1714-?) Nille Marie Behr og Anders Nicolai Behr (Anne Svendsdatters børn af 1. ægteskab)
- (?-1734) Nille Marie Behr og Frederik Thomesen (ægtemand) (eneejere)
- (1734-1758) Nille Marie Behr (enke)
- (1758-1775) Nille Olerica Reinfranck (stedsøns sønnedatter) og Henrik Jacobi Boesen
- (1755-1795) Palle Kragh Hoff
- (1795-1803) Rasmus Christensen
- (1803-1811) Elisabeth Thorbjørnsen
- (1811-1824) Jørgen baron Rosenkrantz
- (1824-1825) N. J. Kastrup
- (1825-1835) Christine Frederikke Sahlgreen (enke)
- (1835-1847) Jacob Bergh Secher
- (1847-1873) Anker Jørgen Secher (søn)
- (1873-1884) A/S Kolindsund
- (1884-1907) Henning Marius Møller
- (1907-1909) Konsortium
- (1909-1916) A. C. Petersen
- (1916-1921) Carl Petersen
- (1921) J. P. Petersen
- (1921-1927) V. P. Høyer Kruse
- (1927-1933) J. Hansen
- (1933) Jydsk Land-Hypotekforening
- (1933-1949) Gerhard Maximilian Rosencrone von Benzon
- (1949-1957) Grethe Inger Kirsine Barchalia gift von Benzon
- (1957-1994) Julius Grand Pedersen
- (1994-2009) Julius Grand Pedersen / Niels Arve Pedersen (søn)
- (2009-) Niels Arve Pedersen

56°22′44.40″N 10°35′51.80″Ø / 56.3790000°N 10.5977222°Ø

## Eksterne kilder og henvisninger
1. ↑  Dansk center for Herregårdsforskning
2. 1 2 3 4 5 6 7 8 9 10 11 12 13 14 15 16 17 18 19 20 21 22  Historiker Vilfred Friborg Hansen

- Dansk Center for Herregårdsforskning, 2011, http://www.danskeherregaarde.dk/16922.aspx Arkiveret 7. marts 2016 hos  Wayback Machine
- Historiker Vilfred Friborg Hansen, til Syddjursportalen, 2011,  http://www.friborghansen.dk/index.php Arkiveret 13. januar 2016 hos  Wayback Machine